# Hypostomus latifrons
Hypostomus latifrons är en fiskart som beskrevs av Weber, 1986. Hypostomus latifrons ingår i släktet Hypostomus och familjen Loricariidae. Inga underarter finns listade i Catalogue of Life.